# Cerosterna pulchellator
Cerosterna pulchellator es una especie de escarabajo longicornio del género Cerosterna, subfamilia Lamiinae. Fue descrita científicamente por Westwood en 1837.
Se distribuye por Filipinas. Mide 21-36 milímetros de longitud.